# Capilla de San Xes (Francelos)
La capilla de San Ginés de Francelos es una pequeña y sencilla capilla visigótica que originariamente pertenecía a un antiguo monasterio medieval hoy en día desaparecido, ubicada en la localidad española de Francelos, en la provincia de Orense. En la actualidad es el resultado de diversas reconstrucciones que alteraron totalmente la fábrica original. Su importancia y valor residen en que en las reconstrucciones se aprovecharon elementos decorativos y arquitectónicos prerrománicos procedentes de las edificaciones anteriores, magníficos vestigios de un estilo poco conservado en Galicia.

## Situación
Se localiza en el núcleo poblacional de la parroquia de Santa María Magdalena de Francelos perteneciente al ayuntamiento de Ribadavia, en la comarca del Ribeiro, a escasos dos kilómetros de la villa de Ribadavia.

## Historia
Sobre su fundación existen diversas controversias. Algunos autores señalaron la existencia de un monasterio, desde el siglo IX, de monjas benedictinas o monjes que fue abandonado o incorporado al monasterio de Celanova y, su posterior conversión como realengo dependiente de la diócesis de Tuy con el título de Santa María en el siglo XII, ubicando la existencia de un nuevo monasterio en el siglo XV.
Analizando la documentación se encuentra la primera referencia a Francelos en un documento del año 986 que recoge una donación al Monasterio de San Salvador de Celanova, y en un documento del Tumbo de Celanova (conservado en el Archivo Histórico Nacional) del año 993 aparece una nueva referencia concretada en el monasterio de Francellos, documentándose de este modo la existencia de una comunidad monástica.
Cuál fue la duración de este convento y cuándo desapareció es difícil de determinar. Lo cierto es que en un documento de 1156 dictado por Alfonso VII en el que se confirma la división de diezmos hecha entre el obispo de Tuy y el Cabildo se menciona como Iglesia de Santa María de Francelis. Durante los siglos XII al XIV la entidad poblacional Francelos sigue apareciendo en documentos, como en el del año 1176 en el que Fernando II de León otorgó en realengo el coto de Francelos al Monasterio de Santa María de Melón y otros documentos, pero en ellos no existen menciones expresas a la ermita.
De este modo tenemos que, la primera cita de la capilla de Francelos se encuentra en un foro del año 1424 que el Cabildo de Tuy hace a los moradores de la ermita. Desde esta fecha en múltiples documentos de foros, arrendamientos y otros negocios jurídicos aparece plenamente identificada la ermita.
Se supone que son de Francelos las monedas visigóticas gallegas que llevan la leyenda fravcello y fr. avcel. Hoy en día, la advocación de la Iglesia ya no es la originaria de Santa María Magdalena, sino que cambió por la de San Xes o San Ginés.

## Descripción

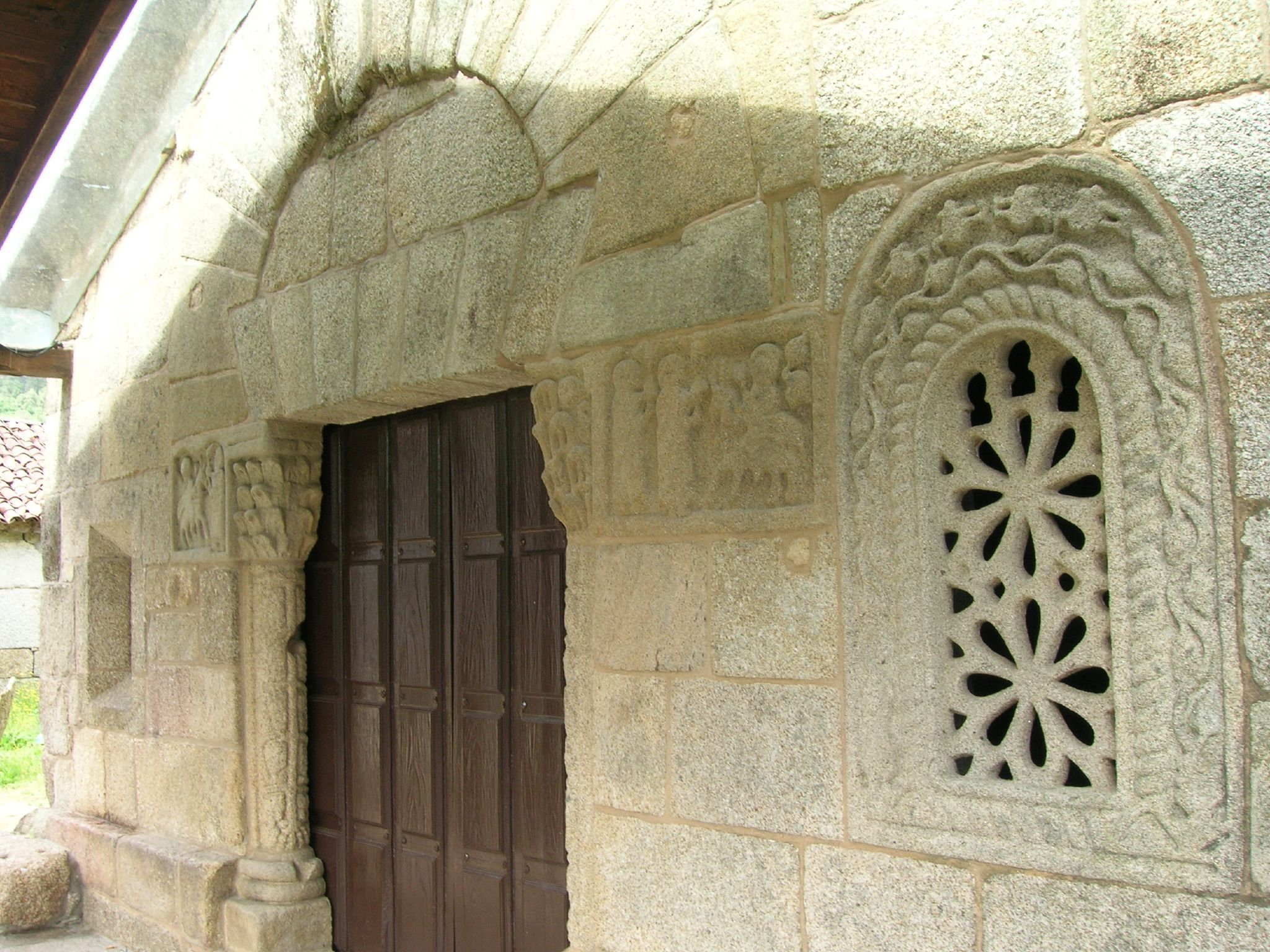
Fachada.

La actual estructura es de una sola nave de planta rectangular con una orientación este - oeste, con unas medidas de 8.6 metros de ancho por 5,75 de ancho. Cúbrese con tejado de madera a dos aguas. Los muros se componen principalmente de cachote y entre ellos insertados elementos prerrománicos y algunos sillares bien labrados.
En los trabajos arqueológicas que se llevaron a cabo se comprobó que los actuales muros no corresponden con el primitivo edificio del cual no se encontraron los cimientos, lo que hace suponer que la ubicación de la construcción original estaría en las cercanías del lugar que ocupa el edificio actual.

### Fachada
Los elementos que conforman el vano de acceso a la actual capilla debieron corresponder al original arco triunfal que daba paso al ábside desde la nave, como apuntaron entre otros autores Lorenzo Fernández y García Álvarez.
La fachada se sitúa al abrigo de un atrio cubierto con un tejado de madera apoyado sobre pilastras.
La puerta principal se compone de un arco de herradura de dovelaje asimétrico (número par de dovelas y despiece radial) y que fue modificado con la introducción de un dintel adovelado. El conjunto acusa una evidente afinidad con el estilo visigótico. En las obras de restauración descubrieron que el arco no tiene una función constructiva (por dentro está compuesto de cachote, las dovelas no llegan al interior) por lo que se especula que se trate de una reposición.
El arco se apoya sobre dos semicolumnas de fuste monolítico decorados con ondulantes motivos vegetales y adosados a las jambas. La decoración nos lleva de nuevo al estilo visigodo y, el hecho de que las columnas se encuentren adosadas a las jambas, al arte asturiano prerrománico, a ejemplos como los de la Iglesia de Santa María del Naranco, pese a que en esta última los motivos y formas decorativas son bien distintas.
Los fustes se apoyan en basas compuestas por plinto, dos boceles y una semi-escocia. Los orificios en las basas podrían corresponder a la existencia de un cancel de cierre.
Los capiteles son entregos y en forma de ábaco recto decorado por cuatro filas de carnosas hojas, perteneciendo a una tipología degenerada del tipo visigodo (a su vez basado en el romano corintio). En el extremo superior derecho del capitel derecho se puede ver un cuerpo circular y bajo este otra figura en forma de S. Estos capiteles presentan semejanzas con los de la asturiana Iglesia de San Miguel de Lillo o los de San Salvador de Priesca, producto de la asimilación de elementos del estilo tradicional visigodo e influencias del arte ramirense.

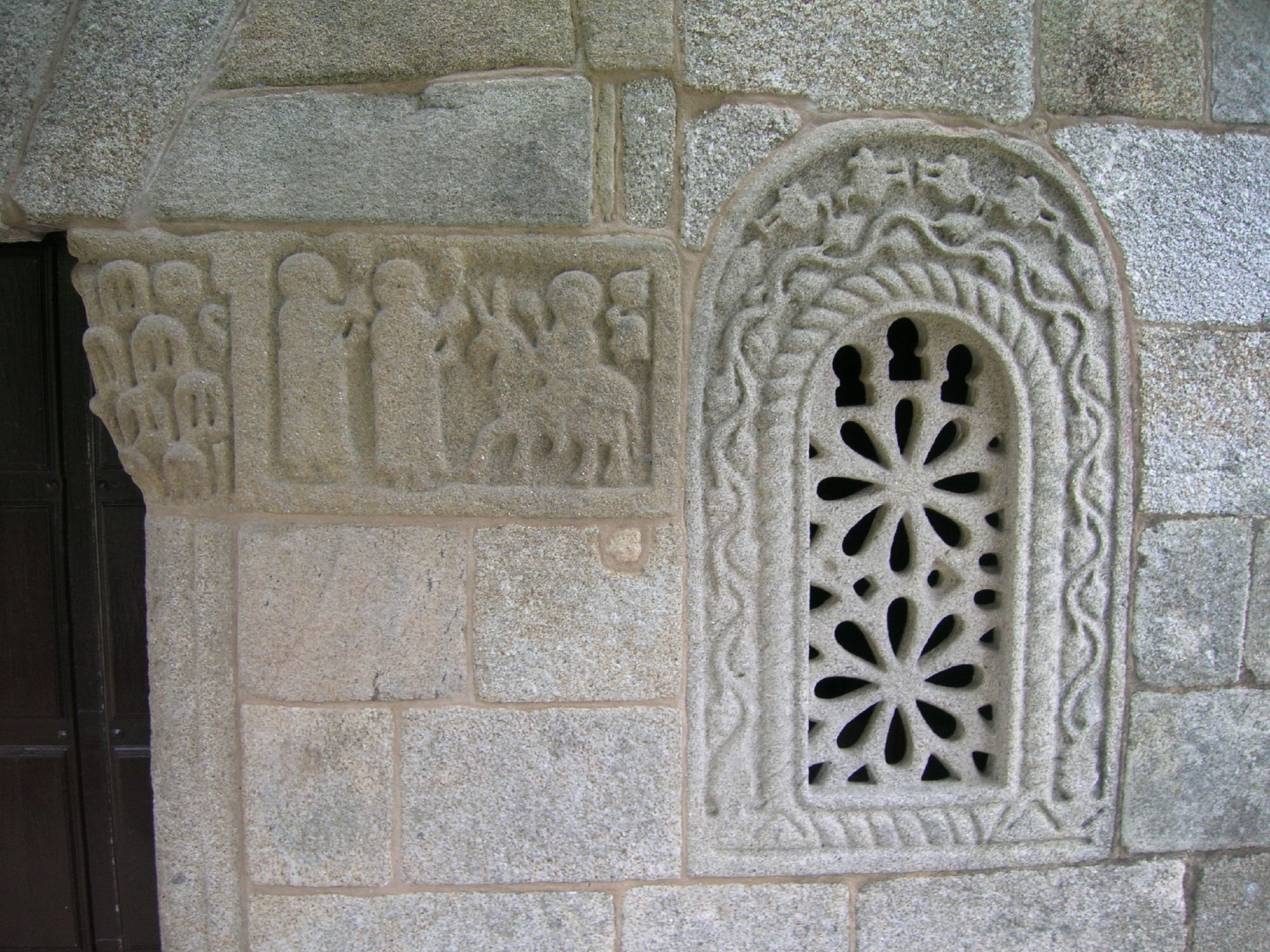
Iconografía del capitel y sillar derecho, y celosía.

La decoración de los capiteles se prolonga en relieves grabados directamente en los sillares semejantes a los de San Juan de Camba (Castro Caldelas). En ambos lados aparecen representados un personaje aureolado montado en un asno que lleva en la mano un posible ramo y figuras con túnicas saliéndole al paso (dos en el de la derecha y una en el de la izquierda). Son de talla muy plana con el fondo rebajado y se enmarcan por un resalte recto y ajustado a las figuras en pie. Sobre la interpretación de esta representación existen varias teorías que coinciden en señalar que se trata de escenas bíblicas:
- Una primera teoría defiende que representan, uno la Entrada de Jesús en Jerusalén y el otro la Huida a Egipto.
- Una segunda teoría defiende que uno representa la Entrada de Jesús en Jerusalén y el otro a Balaan detenido polo Ángel.
- Una tercera considera que se trata de un desdoblamiento de la misma escena, bien la Entrada en Jerusalén o bien la Huida a Egipto.

La disposición en frisos de los relieves buscando destacar la horizontalidad nos lleva a las formas de hacer visigodas, pero por el contrario la técnica de la viruta utilizada no fue la de bisel propia de este estilo, sino que más bien presenta semejanzas con el arte asturiano o ramirense.

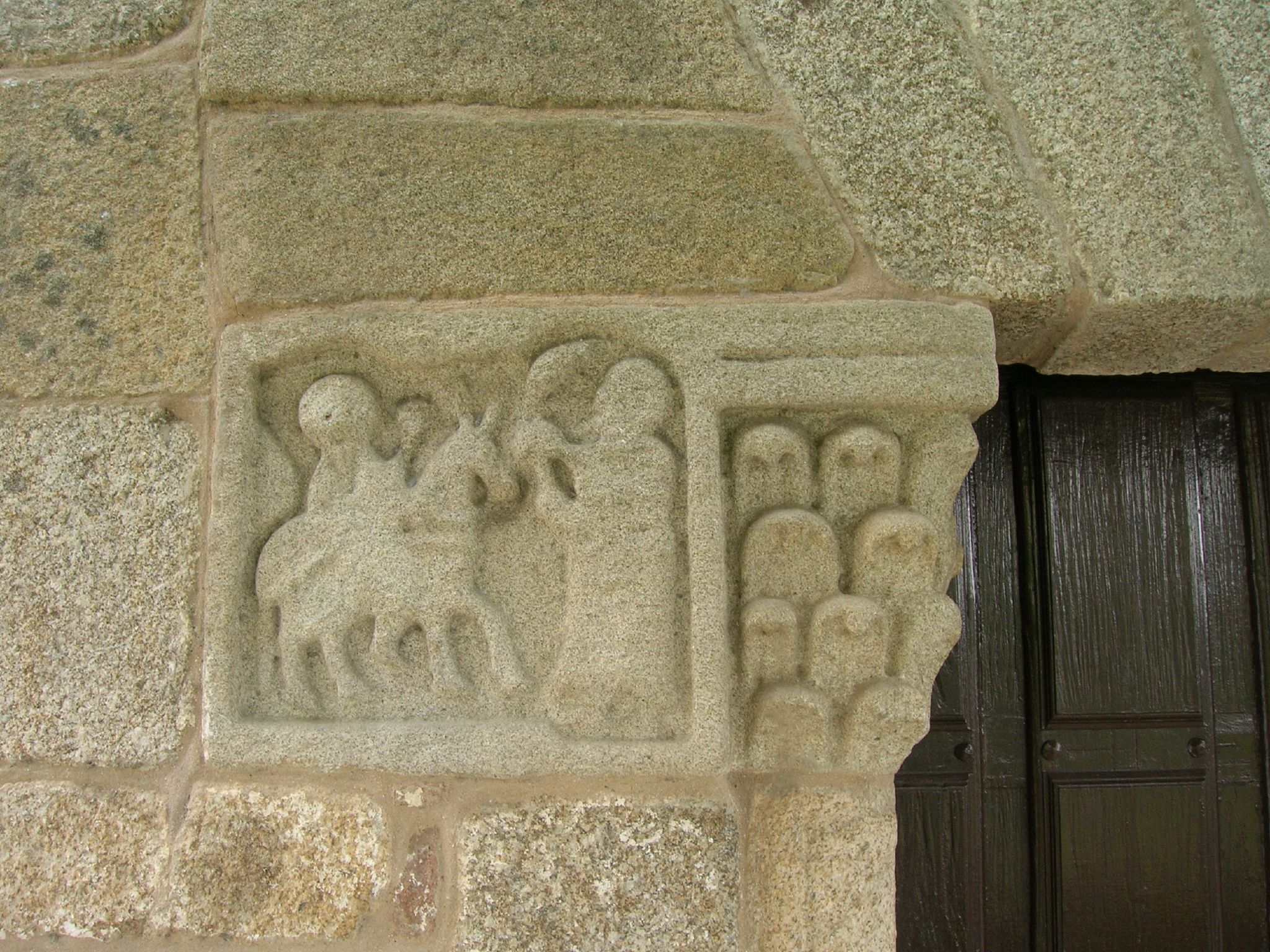
Iconografía del capitel y sillar derecho.

La puerta principal se flanquea por dos vanos:
El vano izquierdo es cuadrado con derrame interior y exterior.
El vano derecho presenta un arco de medio punto y se tapa con una celosía en piedra de 90 cm de ancho y 146,5 cm de alto. La celosía presenta un calado de dos rosáceas de ocho pétalos superpuestos y triangulitos intercalados entre las hojas, y en la cima tres arquitos de herradura. La celosía se enmarca con una moldura de 3 cm de ancho con un baquetón soguedado y enmarcado su vez por un tallo serpenteante con racimos, y encima de todo el conjunto cuatro aves enfrentadas por parejas picando en los racimos. El estilo o estilos de esta pieza dividen a los autores, ya que algunos ven influencias visigodas, otros mozárabes y otros del arte asturiano tardío.
La fachada remata en una espadaña compuesta por un solo vano.

### Piezas en otras partes de la capilla
Durante el transcurso de las obras de restauración del conjunto se encontraron diversos elementos prerrománicos formando parte de los muros así como pinturas barrocas en el interior.
En el muro meridional se abre un estrecho vano en forma de aspillera con un amplio abocinamiento hacia el interior presentando un arco decorado con un baquetón sogueado, arco mutilado que en la actualidad presenta forma de medio punto.
En el muro oriental se encuentra un sillar rematado en un modillón con decoración de sogueado. En la base del alero del tejado otro sillar con sogueado rematado por un baquetón.
En la cabecera se encontró un sillar enmarcado por una moldura con forma de alfiz, además de una rosácea de ocho pétalos enmarcados por una moldura circular.
En el muro norte, colocadas horizontalmente y visibles desde el interior una, y otra desde el exterior, dos pilastras que formarían pareja divididas en tres fajas paralelas con un baquetón central y los laterales con sogueado, conformando una decoración en espina de pez.
En el muro sur un pequeño nicho decorado con un baquetón sogueado.
Otras piezas fueron documentadas dispersas entre las casas de Francelos: cuatro jambas, un trozo de columna, un trozo de cornisa moldurada en nacerla, un trozo de pilastra sogueada.

### Interior: Pinturas y retablo
Son pinturas barrocas hechas al fresco situadas a los lados del altar. Se encuentran en mal estado de conservación y representan cortinajes y estrellas insertadas en círculos.
En la cabecera se sitúa el retablo barroco, apoyado en un banco decorado con pinturas de estilo similar al de los muros. Es un retablo estructurado en un solo cuerpo con predela y ático. Se distribuye en tres calles con la central resaltada. Los nichos presentan arcos de medio punto y con los fondos policromados.

## Trabajos arqueológicos
El Grupo Marcelo Macías con motivo de las obras de restauración propuso la realización de catas arqueológicas, que dieron como resultado el descubrimiento de una necrópolis compuesta por un total de nueve tumbas de niños de corta edad hechas en granito degradado, sin cubierta y orientadas oeste - este. En ellas se encontraron algún resto óseo y casi ningún ajuar.